# Belleair Bluffs
Belleair Bluffs é uma cidade localizada no estado americano da Flórida, no condado de Pinellas. Foi incorporada em 1963.

## Geografia
De acordo com o United States Census Bureau, a cidade tem uma área de 1,6 km², onde 1,2 km² estão cobertos por terra e 0,4 km² por água.

### Localidades na vizinhança
O diagrama seguinte representa as localidades num raio de 8 km ao redor de Belleair Bluffs. 

## Demografia
Segundo o censo nacional de 2010, a sua população é de 2 031 habitantes e sua densidade populacional é de 1 742,61 hab/km². Possui 1 386 residências, que resulta em uma densidade de 1 189,19 residências/km².